# Onychorhynchus occidentalis
El mosquero real pacífico (Onychorhynchus occidentalis) es una especie —o la subespecie Onychorhynchus coronatus occidentalis, dependiendo de la clasificación considerada— de ave paseriforme de la familia Onychorhynchidae —aunque situado en Tityridae o en Oxyruncidae dependiendo de la clasificación adoptada—. Es nativo del noroeste de América del Sur. 

## Distribución y hábitat
Se distribuye por la pendiente del Pacífico del oeste de Ecuador, de forma fragmentada desde Esmeraldas hasta El Oro y hasta el extremo noroeste de Perú (Tumbes).
Esta especie es considerada de rara a poco común en sus hábitats naturales: el sotobosque de bosques caducifolios y semi-húmedos, principalmente por debajo de los 600 m de altitud.

## Estado de conservación
El mosquero real pacífico ha sido calificado como vulnerable por la Unión Internacional para la Conservación de la Naturaleza (IUCN) debido a que su pequeña zona de distribución, ahora severamente fragmentada, y su población, estimada entre 2500 y 10 000 individuos maduros, están en declinio debido a las rápidas tasas de deforestación.

## Sistemática

### Descripción original
La especie O. occidentalis fue descrita por primera vez por el zoólogo británico Philip Lutley Sclater en 1860 bajo el nombre científico Muscivora occidentalis; su localidad tipo es: « Babahoyo, Los Ríos, Ecuador».

### Etimología
El nombre genérico masculino «Onychorhynchus» se compone de las palabras del griego «ονυξ onux, ονυχος onukhos» que significa ‘garra’, y «ῥυγχος rhunkhos» que significa ‘pico’; y el nombre de la especie occidentalis, en latín significa ‘occidental’.

### Taxonomía
Cada uno de los taxones geográficamente o de plumaje distintos dentro de Onychorhynchus han sido originalmente descritos como especies separadas, pero han sido generalmente unidos en una única especie, Onychorhynchus coronatus, por diversos autores, aunque diversas sugestiones han sido hechas en relación con separaciones dentro del género con algunos autores considerando cuatro especies diferentes (O. coronatus, O. swainsoni, O. mexicanus y la presente) como Ridgely & Tudor (2009), versiones anteriores del Congreso Ornitológico Internacional (IOC) y Aves del Mundo (HBW) y Birdlife International  (BLI). Sin embargo, las vocalizaciones parecen ser similares para todos con excepción de O. swainsoni del sureste de Brasil; segundo los estudios de Harvey et al. (2020) la divergencia más profunda sería entre O. swainsoni y los otros taxones. Con base en estas evidencias, tanto el IOC (que reconocía cuatro especies) como Clements/eBird (que reconocía solo una) desde el año 2023 reconocen la existencia de dos especies separadas (O. coronatus y O. swainsoni). Los recientes y posteriores estudios de Reyes et al. (2023) no solamente refuerzan esta antigua divergencia como también sugieren otras futuras separaciones. Es monotípica.